# João Antunes Varela

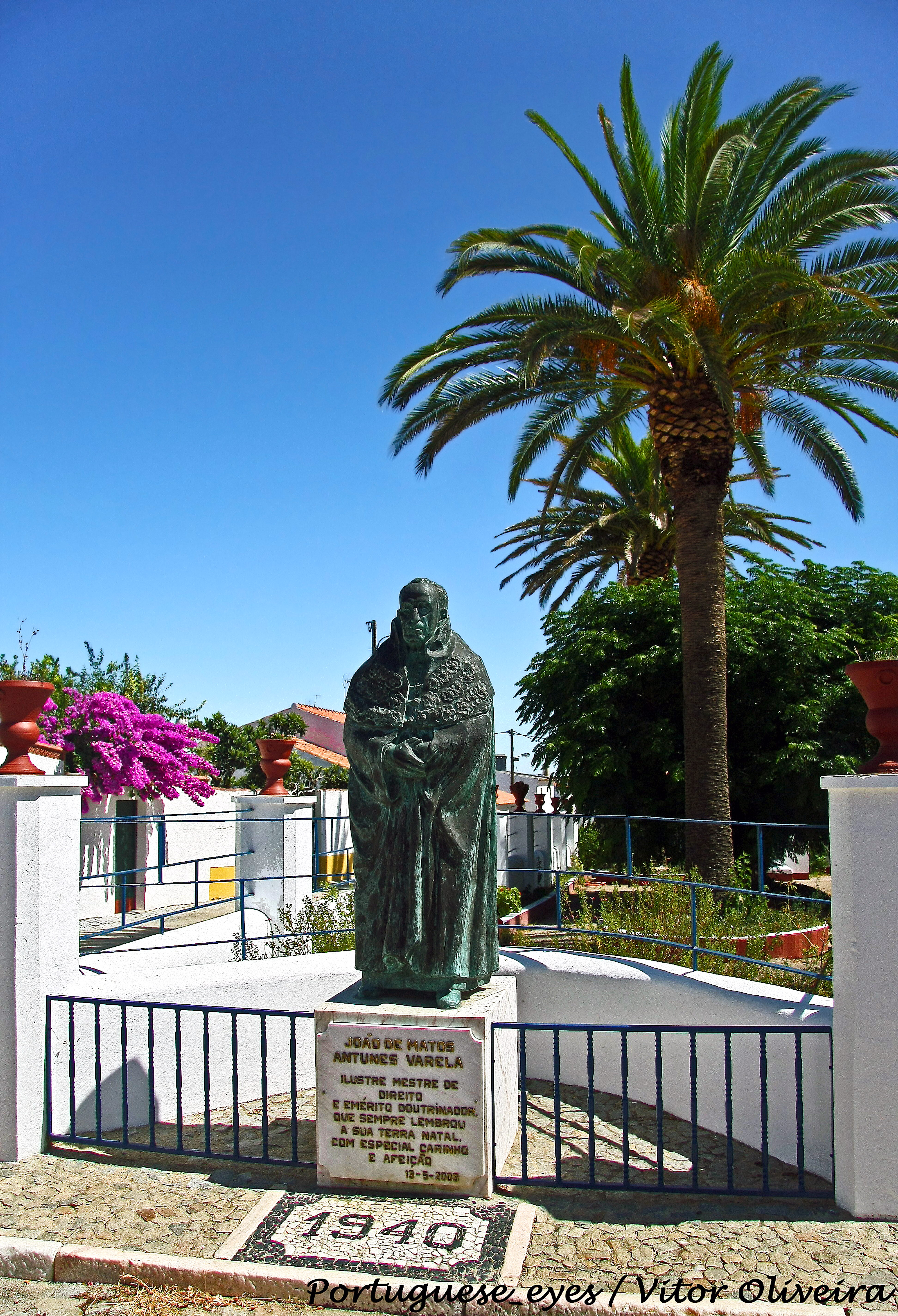
Monumento a Antunes Varela erigido em 2003 em Ervedal.

João de Matos Antunes Varela GCC • GCSE • GCIH (Avis, Ervedal, 15 de Dezembro de 1919 – Lisboa, 27 de Setembro de 2005) foi um jurista e professor universitário com vasta obra publicada no âmbito do direito civil e do processo civil. Foi Ministro da Justiça dos governos do Estado Novo (1954-1967). Foi afastado por Salazar devido à sua oposição ao abafamento do Caso Ballet Rose.

## Biografia
Exerceu o cargo de ministro da Justiça durante 13 anos, entre 1954 e 1967, tendo, no entanto, prosseguido simultaneamente a sua carreira académica, tendo assumido um papel de destaque nos trabalhos preparatórios do Código Civil Português de 1966. Desenvolveu a sua carreira académica na Universidade de Coimbra, tendo cooperado ou sido professor visitante em múltiplas outras Faculdades, designadamente a Faculdade de Direito da Universidade de Macau e da Universidade Federal da Bahia.

## Carreira
- Exame de Instrução Primária - 1929 - Avis - distinção
- Curso Secundário (liceus) - 1937 - Évora (Liceu André Gouveia) - Muito Bom com distinção
- Licenciatura - 1943 Coimbra (Faculdade de Direito) - Muito Bom com distinção (18 valores)
- Doutoramento - 1950 (Ciências Jurídicas) - Coimbra (Faculdade de Direito) - Muito Bom com distinção (18 valores)
- Concurso para Professor Extraordinário Direito Civil - 1955 Coimbra (Faculdade de Direito) - Aprovado por unanimidade
- Concurso para Professor Catedrático (Direito Civil) - 1955 Coimbra (Faculdade de Direito) - Aprovado por unanimidade

- Assistente da Faculdade de Direito de Coimbra
- Professor da Faculdade de Direito de Coimbra
- Ministro da Justiça (desde Agosto de 1954 a Setembro de 1967)
- Professor visitante da Faculdade de Direito da Universidade Federal da Bahia (desde 1975 a 1980)
- Professor visitante da Faculdade de Direito da Universidade Católica de Salvador - Bahia (desde 1976 a 1980)
- Professor ordinário da Faculdade de Ciências Humanas da Universidade Católica Portuguesa (desde 1980)
- Delegado do Governo Português à 0.I.T. (Genebra), nos anos de 1951, 1952 e 1953
- Director da Revista de Legislação e Jurisprudência, de Coimbra, desde 1 de Maio de 1981

## Obras, artigos e estudos publicados
- A sucessão do Estado nos Bens dos Particulares (Prémio Nacional Guilherme Moreira – 1943) – Sup. do Bloc. Fac. Direito de Coimbra
- Ineficácia do Testamento e Vontade Conjectural do Testador (Tese de Doutoramento - Coimbra Editora, 1950)
- Artigos diversos na Revista de Direito e Estudos Sociais
- Noções Fundamentais de Direito Civil (em colab. com PIRES DE LIMA), 1 e II, 1ª a 6ª Ed., Coimbra Editora
- Ensaio sobre o Conceito do Modo (Tese de Concurso para Professor Extraordinário - Livraria Atlântica, 1955)
- Natureza Jurídica das Obrigações Naturais (sep. da Revista de Legislação e Jurisprudência, 1957)
- Fundamento da Acção Pauliana (na Revista de Legislação e Jurisprudência, Ano 91)
- A Reforma do Direito Civil (no Projecto de Código Civil - Imprensa Nacional, Lisboa, 1966).
- Do projecto ao Código Civil (Comunicação à Assembleia Nacional, 1966)
- Dezenas de discursos e comunicações proferidos como Ministro da Justiça e publicados no Boletim do Ministério da Justiça
- Das Obrigações em Geral, I e II, 1.ª a 9.ª ed., Livraria Almedina, Coimbra
- Código Civil Anotado (em colab. com PIRES DE LIMA), I, II, III, IV, V, VI, Coimbra Editora (várias edições)
- Manuel Andrade e o Ensino do Processo Civil, Coimbra
- Contratos Mistos, in Estudios en honor de CASTAN TOBENAS, VI, Navarra, 1968
- Rasgos Inovadores del Codigo Civil Português de 1966 en Materia de Responsabilidad Civil, Madrid, 1971
- Perfil de um homem de carácter (discurso de homenagem a PIRES DE LIMA)
- Lei da Liberdade Religiosa e da Liberdade de Imprensa (parecer da C.Corporativa), Coimbra Editora, 1972
- Direito Económico (em colab. com ORLANDO GOMES), Saraiva Editora, São Paulo, 1977.
- Direito das Obrigações, I e II - Editora Forense, Rio de Janeiro, 1977 e 1979
- O Novo Regime da Locação para Fins Residenciais, Editora Forense, Rio de Janeiro, 1980
- Dissolução da Sociedade Conjugal, Editora Forense, Rio de Janeiro, 1980
- Luzes e Sombras no Direito Brasileiro da Família, na Revereor, Salvador, 1981
- Direito da Família, I, Liv. Petrony, 1982; 2.ª ed. em 1987
- Dezenas de artigos e anotações na Revista de Legislação e Jurisprudência
- Artigos dispersos na Enciclopédia Saraiva, São Paulo
- Artigos dispersos na Enciclopédia Verbo
- O Movimento da Descodificação do Direito Civil, in Estudos de Homenagem a C. MARIO S. PEREIRA, Rio de Janeiro, 1984
- A Elaboração do Código Civil, in A feitura das Leis, I, INA, Lisboa, 1986
- Problemas de Redacção e Estilo, in A Feitura das Leis, II, INA, 1986
- As Concepções Institucionais e as Concepções Interindividuais do Casamento, in Persona y Derecho, Pamplona, 1985
- Cessão da Exploração do Estabelecimento Comercial em Formação, sep.da Revista da Ordem dos Advogados, 1987
- Cumprimento Imperfeito do Contrato de Compra e Venda, sep. da Colectânea de Jurisprudência, 1987.
- Os Centros Comerciais (Shopping Centers), estudo em homenagem ao Prof. Ferrer Correia, 1988
- Prestação da Obra Intelectual, sep. da R.O.A., 1985
- Centros Comerciais, Natureza Jurídica dos Contratos de Instalação dos Lojistas, 1995
- A Condição Jurídica do Embrião Humano perante o Direito Civil, in Estudo de homenagem ao Prof. Soares Martinez, 1999
- Os princípios fundamentais do Processo Civil, comemoração do nascimento de Manuel Andrade, promovida pelo Centro de Formação da Ordem dos Advogados do Porto, 1999

## Distinções honoríficas
Possui as Grã-Cruzes da Ordem Nacional do Cruzeiro do Sul, da Ordem de Rio Branco e da Ordem de Mérito do Trabalho, do Brasil.
Possui as Grã-Cruzes da Ordem Militar de Nosso Senhor Jesus Cristo (9 de Outubro de 1958), da Ordem do Infante D. Henrique (2 de Setembro de 1961) e da Antiga, Nobilíssima e Esclarecida Ordem Militar de Sant'Iago da Espada, do Mérito Científico, Literário e Artístico (8 de Fevereiro de 1967), de Portugal.
É Cavaleiro de Grã-Cruz da Pontifícia Ordem Equestre de São Gregório Magno do Vaticano ou da Santa Sé.
Possui a Grã-Cruz do Mérito da Ordem do Mérito da República Federal da Alemanha Ocidental.